# 아타이
아타이(모로코 아랍어: أتاي, 베르베르어: ⴰⵜⴰⵢ) 또는 모로코 민트차(영어: Moroccan mint tea 모로칸 민트 티[*])는 모로코를 비롯한 마그레브, 말리와 니제르 등 서부 사헬 지역에서 마시는 전통 차이다. 녹차에 설탕과 스피어민트 잎을 넣어 만든다. 전통적으로 향이 강한 중국 녹찻잎(주차나 진미 등)과 스피어민트 '나나'라는 민트 재배품종의 잎이 사용된다.

## 어원
모로코 아랍어 "아타이(أتاي)와 베르베르어 "아타이(ⴰⵜⴰⵢ)"는 표준 아랍어 "앗샤이(الشاي)"와 동원어이다. 이는 "차"를 뜻하는 "샤이(شاي)" 앞에 정관사 "알(ال)"이 붙은 형태이다.

## 같이 보기
- 박하차
- 페퍼민트차